# Le Nez qui siffle
Pour plus de détails, voir Fiche technique et Distribution.
Le Nez qui siffle (Il fischio al naso) est un film italien réalisé par Ugo Tognazzi, sorti en 1967.

## Synopsis
Giuseppe, un industriel âgé de la cinquantaine, est affecté d'un sifflement incontrôlable du nez. Il entre dans une clinique, mais son état ne s'améliore pas. Au contraire, il doit subir des soins qui le font monter d'étage en étage, jusqu'aux portes de la mort.

## Fiche technique
Sauf indication contraire, les informations mentionnées dans cette section peuvent être confirmées par la base de données cinématographiques IMDb,  présente dans la section « Liens externes ».
- Titre français : Le Nez qui siffle[1]
- Titre original : Il fischio al naso
- Réalisation : Ugo Tognazzi
- Scénario : Rafael Azcona, Renzo Tarabusi, Giulio Scarnicci, Alfredo Pigna et Ugo Tognazzi, d'après la nouvelle Sette piani de Dino Buzzati
- Musique : Teo Usuelli
- Pays de production :  Italie
- Langue originale : italien
- Format : Couleur par Eastmancolor - 1,85:1 - Son mono - 35 mm
- Durée : 112 minutes (1 h 52)
- Genre : Comédie à l'italienne
- Dates de sortie :
  - Italie : 19 mars 1967
  - France : 22 novembre 1972[1]

## Distribution
Sauf indication contraire, les informations mentionnées dans cette section peuvent être confirmées par la base de données cinématographiques IMDb,  présente dans la section « Liens externes ».
- Ugo Tognazzi : Giuseppe Inzerna
- Tina Louise : Dr. Immer Mehr
- Olga Villi : Anita
- Alicia Brandet : Gloria Inzerna
- Franca Bettoia : Giovanna
- Gildo Tognazzi : Gerolamo Inzerna
- Gigi Ballista : Dr. Claretta
- Marco Ferreri : Dr. Salamoia
- Riccardo Garrone : le barbier
- Alessandro Quasimodo : Roberto Forges
- Janine Reynaud : la fille de l'ambassadeur anglais
- Cesare Gelli : Dr. Paul Denning
- Jenny Folchi : l'infirmière du troisième étage
- Federico Valli : Dr. Naga
- Ermelinda De Felice : la religieuse du sixième étage